# Альберто Ангеліні
Альберто Ангеліні (італ. Alberto Angelini, 28 вересня 1974) — італійський ватерполіст.
Призер Олімпійських Ігор 1996 року, учасник 2000, 2004, 2008 років.
Призер Чемпіонату світу з водних видів спорту 2003 року.